# Tour du Poitou-Charentes 2006
Il Tour du Poitou-Charentes 2006, ventesima edizione della corsa, si svolse dal 22 al 25 agosto 2006 su un percorso di 668 km ripartiti in 5 tappe, con partenza da Saintes e arrivo a Poitiers. Fu vinto dal francese Sylvain Chavanel della Cofidis davanti all'olandese Rick Flens e al finlandese Jussi Veikkanen.

## Tappe
| Tappa  | Data      | Percorso                                          | km    | Vincitore di tappa | Leader cl. generale |
| ------ | --------- | ------------------------------------------------- | ----- | ------------------ | ------------------- |
| 1ª     | 22 agosto | Saintes > Cognac                                  | 187,1 | Saïd Haddou        | Saïd Haddou         |
| 2ª     | 23 agosto | Cognac > Partheny                                 | 191   | Jussi Veikkanen    | Jussi Veikkanen     |
| 3ª     | 24 agosto | Partheny > Chauvigny                              | 164,8 | Steffen Radochla   | Jussi Veikkanen     |
| 4ª     | 25 agosto | Saint Gervais > Saint Gervais (cron. individuale) | 23,3  | Rick Flens         | Sylvain Chavanel    |
| 5ª     | 25 agosto | Vienne > Poitiers                                 | 102   | Nicolas Vogondy    | Sylvain Chavanel    |
| Totale | Totale    | Totale                                            | 668   |                    |                     |

## Dettagli delle tappe

### 1ª tappa
- 22 agosto: Saintes > Cognac – 187,1 km

| Pos. | Corridore       | Squadra      | Tempo    |
| ---- | --------------- | ------------ | -------- |
| 1    | Saïd Haddou     | Auber '93    | 4h39'02" |
| 2    | Samuele Marzoli | LPR          | s.t.     |
| 3    | Denis Bertolini | Acqua & Sap. | s.t.     |

| Pos. | Corridore   | Squadra   | Tempo    |
| ---- | ----------- | --------- | -------- |
| 1    | Saïd Haddou | Auber '93 | 4h38'52" |

### 2ª tappa
- 23 agosto: Cognac > Partheny – 191 km

| Pos. | Corridore         | Squadra      | Tempo    |
| ---- | ----------------- | ------------ | -------- |
| 1    | Jussi Veikkanen   | FDJ          | 4h28'36" |
| 2    | Stefano Cavallari | Acqua & Sap. | a 2"     |
| 3    | Sylvain Chavanel  | Cofidis      | a 3"     |

| Pos. | Corridore       | Squadra | Tempo    |
| ---- | --------------- | ------- | -------- |
| 1    | Jussi Veikkanen | FDJ     | 9h07'26" |

### 3ª tappa
- 24 agosto: Partheny > Chauvigny – 164,8 km

| Pos. | Corridore        | Squadra   | Tempo    |
| ---- | ---------------- | --------- | -------- |
| 1    | Steffen Radochla | Wiesenhof | 3h41'52" |
| 2    | Marcel Sieberg   | Wiesenhof | s.t.     |
| 3    | Samuele Marzoli  | LPR       | s.t.     |

| Pos. | Corridore       | Squadra | Tempo     |
| ---- | --------------- | ------- | --------- |
| 1    | Jussi Veikkanen | FDJ     | 12h49'18" |

### 4ª tappa
- 25 agosto: Saint Gervais  > Saint Gervais  (cron. individuale) – 23,3 km

| Pos. | Corridore        | Squadra  | Tempo  |
| ---- | ---------------- | -------- | ------ |
| 1    | Rick Flens       | Rabobank | 29'41" |
| 2    | Stef Clement     | Bouygues | a 9"   |
| 3    | Sylvain Chavanel | Cofidis  | a 22"  |

| Pos. | Corridore        | Squadra | Tempo     |
| ---- | ---------------- | ------- | --------- |
| 1    | Sylvain Chavanel | Cofidis | 13h19'32" |

### 5ª tappa
- 25 agosto: Vienne > Poitiers – 102 km

| Pos. | Corridore        | Squadra         | Tempo    |
| ---- | ---------------- | --------------- | -------- |
| 1    | Nicolas Vogondy  | Crédit Agricole | 2h18'07" |
| 2    | Marcel Sieberg   | Wiesenhof       | a 3"     |
| 3    | Steffen Radochla | Wiesenhof       | s.t.     |

| Pos. | Corridore        | Squadra  | Tempo     |
| ---- | ---------------- | -------- | --------- |
| 1    | Sylvain Chavanel | Cofidis  | 15h37'42" |
| 2    | Rick Flens       | Rabobank | a 24"     |
| 3    | Jussi Veikkanen  | FDJ      | a 1'34"   |

## Classifiche finali

### Classifica generale
| Pos. | Corridore             | Squadra         | Tempo     |
| ---- | --------------------- | --------------- | --------- |
| 1    | Sylvain Chavanel      | Cofidis         | 15h37'42" |
| 2    | Rick Flens            | Rabobank        | a 24"     |
| 3    | Jussi Veikkanen       | FDJ             | a 1'34"   |
| 4    | José Alberto Martínez | Agritubel       | a 1'36"   |
| 5    | Tyler Farrar          | Cofidis         | a 1'51"   |
| 6    | Jean Marc Marino      | Crédit Agricole | a 2'00"   |
| 7    | Stefano Cavallari     | Acqua & Sapone  | a 2'13"   |
| 8    | Amaël Moinard         | Cofidis         | a 2'18"   |
| 9    | Kilian Patour         | Crédit Agricole | a 2'27"   |
| 10   | Nicolas Rousseau      |                 | a 2'41"   |